# United Feature Syndicate
United Feature Syndicate, Inc. (UFS) és un gran servei de sindicació de diaris de còmics i columnes editorials estatunidenques, establert el 1919 amb seu als Estats Units. Originalment part d'EW Scripps Company, va formar part de United Media (juntament amb la Newspaper Enterprise Association) del 1978 al 2011, i posteriorment una divisió d'Andrews McMeel Syndication. United Features ha sindicat moltes tires còmiques destacades, com ara Peanuts, Garfield, Li'l Abner, Dilbert, Monty, Nancy, Over the Hedge i Marmaduke.

## Història
L'United Feature Syndicate es va formar el 1919. De 1922 a 1958, United Features va ser la divisió de columnes, reportatges (i còmics) de la United Press Association de Scripps. Entre els autors sindicats per United Features durant els seus primers anys hi havia Frank A. Vanderlip, Octavus Roy Cohen, David Lloyd George, Herbert Hoover, Sinclair Lewis, Édouard Herriot i Heywood Broun.
Es va convertir en un actor dominant en el mercat de la sindicació a principis dels anys trenta. El març de 1930, United Features va adquirir el Metropolitan Newspaper Service (aparentment del Bell Syndicate). I a finals de febrer de 1931, Scripps va adquirir el New York World, que controlava les branques de sindicació de l'empresa Pulitzer: World Feature Service i Press Publishing Co. (que, a diferència d'altres sindicats, eren propietat del diari en lloc de ser entitats separades).
L'adquisició del Metropolitan Newspaper Service va portar les tires còmiques Tarzan i Ella Cinders. L'adquisició del World Feature Service va portar les tires còmiques The Captain and the Kids, Everyday Movies, Fritzi Ritz, Hawkshaw the Detective, Joe Jinks i Little Mary Mixup .  A partir d'aquest moment, United Features es va convertir en una distribuïdora d'èxit de còmics de diaris, distribuint per primera vegada tires dominicals en color.  Un article de l'abril de 1933 a Fortune descrivia United Features com un dels "quatre grans" sindicats americans (juntament amb King Features Syndicate, Chicago Tribune Syndicate i Bell Syndicate ).
El 1934, United Features va llançar la seva primera tira original, Li'l Abner d'Al Capp. A mesura que la popularitat de Li'l Abner augmentava, el creador Capp va satiritzar United Features a la seva tira dins d'una tira, Fearless Fosdick, que presentava l'abusiu i corrupte "Squeezeblood Syndicate".
Robert M. Hall va ser gerent de vendes a United Features a partir del 1935; va marxar el 1944 per fundar el Post Syndicate.
De 1936 a 1954, United Feature va publicar la seva pròpia línia de còmics, utilitzant les seves tires còmiques com a personatges. Lev Gleason, que durant les dècades del 1940 i el 1950 va publicar diversos títols de còmics populars, va ser editor a United Feature al principi, incloent-hi el primer títol de l'empresa, Tip Top Comics. Tres títols de United Feature van publicar més de 100 números: Tip Top Comics (188 números, abril de 1936 - setembre/octubre de 1954), Sparkler Comics (120 números, juliol de 1941 - novembre/desembre de 1954) i Comics on Parade (104 números, abril de 1938 - febrer de 1955). L'empresa fins i tot va crear els seus propis superherois originals: Iron Vic, Mirror Man i Spark Man (cap dels quals va tenir èxit). Després d'acabar amb la línia de còmics United Feature el 1954, alguns dels seus títols serien continuats per St. John Publications. La resta de les seves propietats de còmics van ser adquirides per Dell Comics el 1958.
El 1968, United Features va sindicar uns 50 articles a 1500 clients.
El 1972, United Features Syndicate va adquirir i absorbir la North American Newspaper Alliance i el Bell-McClure Syndicate en les seves operacions.
El maig de 1978, Scripps va fusionar United Feature Syndicate i la Newspaper Enterprise Association per formar United Media Enterprises. United Media va continuar sindicant tires sota la marca United Feature Syndicate.
El 1994, l'empresa de Jim Davis, Paws, Inc., va comprar els drets de Garfield (incloses les tires de 1978 a 1993) a United Features. Posteriorment, la tira la va distribuir per Andrews McMeel Syndication, mentre que els drets continuaven sent de Paws.
El 24 de febrer de 2011, United Media va arribar a un acord de distribució amb Universal Uclick (ara coneguda com a Andrews McMeel Syndication) per a la sindicació dels 150 còmics i reportatges de notícies de l'empresa, que va entrar en vigor l'1 de juny d'aquell any. Tot i que United Media va deixar d'existir, Scripps encara manté els drets d'autor i els drets de propietat intel·lectual. La marca United Feature Syndicate encara s'utilitza en moltes tires de futbol.

## Tires còmiques d'United Feature Syndicate

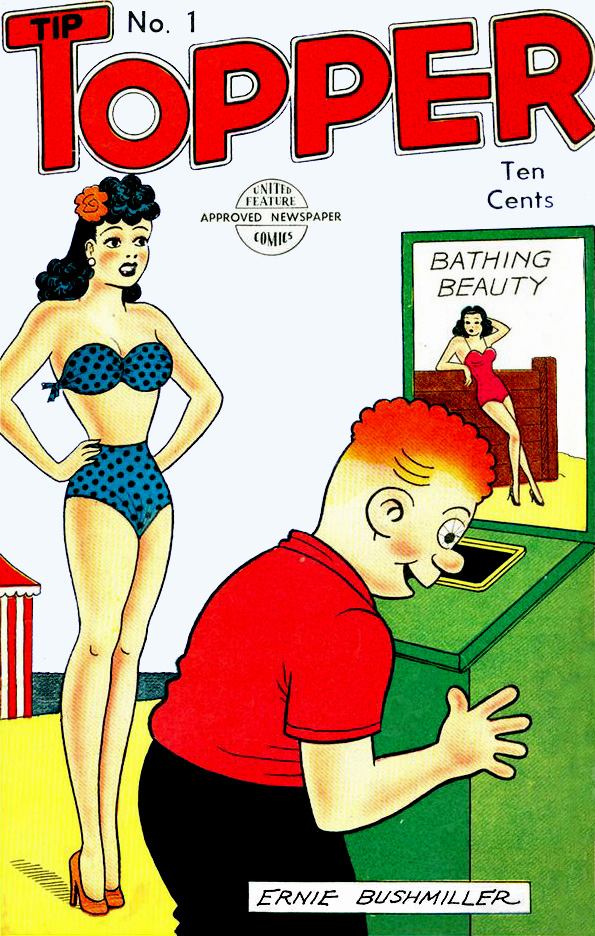
Fritzi Ritz i Phil Fumble, Tip Topper núm. 1, octubre de 1949.

### UFS de marca
- Drabble de Kevin Fagan (llançat el 1979)
- F Minus (llançat el 2002; entered syndication 2006)
- Get Fuzzy de Darby Conley (llançat el 1999)
- Health Capsules originally de Dr. Michael Petti i Jud Hurd; llavors de Bron Smith (llançat el 1961)[16]
- Jump Start de Robb Armstrong (llançat el 1989)
- The Knight Life de Keith Knight (llançat el 2008)
- Lola de Todd Clark (2005–present) — adquirida a Tribune Media Services, on es va llançar el 1999
- Marmaduke originally de Brad Anderson (c. 1970–present) — adquirit del National Newspaper Syndicate, on va llançar-lo el 1954
- Monty de Jim Meddick (llançat el 1985)
- Nancy originally de Ernie Bushmiller (llançat el 1938)
- Prickly City de Scott Stantis (llançat el 2004)
- Rip Haywire de Dan Thompson (llançat el 2009)
- Ripley's Believe It or Not! (1989–present) — adquirit de King Features Syndicate; originalment llançat el 1918
- Rose Is Rose original de Pat Brady (llançat el 1984)
- Shortcuts de Jeff Harris (llançat el 1999)
- Tarzan original de Hal Foster (1932–2001) — adquirit del Metropolitan Newspaper Service, on va llançar-lo el 1929;[17] en reimpressions
- Uncle Art's Funland original d‘Art Nugent (llançat el 1933) — adquirit de Bell-McClure Syndicate el 1972

### Andrews-McMeel de marca
- 9 Chickweed Lane de Brooke McEldowney (llançat l'any 1993)

- Betty de Gary Delainey i Gerry Rasmussen (llançada el 1991)

- Brevity, actualment de Dan Thompson (llançada el 3 de gener de 2005)
- The Buckets originalment de Scott Stantis (1994–present) — adquirida de Tribune Media Services, on es va llançar el 1990
- Frazz de Jef Mallett (llançada el 2001)
- Garfield de Jim Davis (19 de juny de 1978 – 1993; traslladada a Universal Press Syndicate, que ara forma part de la mateixa empresa propietària de United Features)
- Graffiti de Gene Mora (llançada el 3 de maig de 2011)
- Grand Avenue originalment de Steve Breen; ara de Mike Thompson (llançada el 1999)[18][19]
- KidSpot de Dan Thompson (llançat el 2011)
- KidTown de Steve McGarry (llançat el 2011) — anteriorment conegut com a KidCity[20]
- Luann de Greg Evans (1996–present) — adquirit de North America Syndicate, on es va llançar el 1985
- Off the Mark de Mark Parisi (llançat el 1987)
- Over the Hedge de Michael Fry & T. Lewis (llançat el 1995)
- Peanuts de Charles M. Schulz (1950–2000) — en reimpressions
- Pearls Before Swine de Stephan Pastis (llançat el 2001)
- Reality Check de Dave Whamond (llançat el 1995)
- World of Wonder de Laurie Triefeldt (llançat el 2000)[21]

### Tires anteriors i concloses de United Features
- The Captain and the Kids (17 números, 1949–1953)

- Comics on Parade (104 números, abril de 1938–febrer de 1955)
- Curly Kayoe (7 números, 1946–1950)
- Fritzi Ritz (15 números, 1949, març/abril de 1953–setembre/octubre de 1954) — continuat per St. John Publications
- Nancy i Sluggo (8 números, 1949–1954) — continuat per St. John Publications
- Sèrie única (30 números, 1938–1942)
- Sparkle Comics (33 números, octubre/novembre de 1948–desembre de 1953/gener de 1954)
- Sparkler Comics (120 números, juliol de 1941–novembre/desembre de 1954)
- Tip Top Comics (188 números, abril de 1936–setembre/octubre de 1954) — continuat per St. John Publications
- Tip Topper Comics (28 números, octubre/novembre de 1949–abril/maig de 1954)
- United Comics (19 números, 1950–gener/febrer de 1953)

## Autors de Vinyetes editorials sindicades
- Matt Bors
- Dia de Bill
- Jerry Holbert
- Mike Lester
- Enric Payne
- Ed Stein